# Gerónimo de Aguilar
Gerónimo de Aguilar, född i Écija, Spanien, 1489, död i Mexiko 1531, var en franciskanermunk som under sina resor i Nya världen blev tillfångatagen av amerikanska urinvånare på Yucatánhalvön av Maya mellan åren 1511 till 1519. Han anslöt senare till Hernán Cortés expedition och var översättare under hans expedition till mayaspråket.